# Бруно Енріке Пінто
Бруно Енріке Пінто (порт. Bruno Henrique Pinto, нар. 30 грудня 1990, Белу-Оризонті) — бразильський футболіст, півзахисник, нападник клубу «Фламенго» та національної збірної Бразилії.

## Клубна кар'єра

### Ранні роки
Народився 30 грудня 1990 року в місті Белу-Оризонті. Бруно Енріке досить пізно почав професіональну кар'єру. До 21 року він виступав на аматорському рівні, паралельно заробляючи на життя в інших сферах. У 2012 році разом зі своєю командою «Інконфіденсія» став переможцем Кубка Ітатіаї, де він став найкращим гравцем, діючи у зв'язці зі своїм старшим братом Жуніньйо. Обох гравців запросили в «Крузейро». Однак Бруніньо, як прозвали Бруно Енріке, так і не дебютував за «лис» — у тому ж році він відправився в оренду в «Уберландію», де і дебютував на професіональному рівні, після чого 2013 року клуб викупив контракт гравця.
У 2014 році Бруно Енріке знову був відданий в оренду, на цей раз у «Ітумбіару», яка грала в чемпіонаті штату Гояс. Тут його помітили представники клубу «Гояс», який грав у бразильській Серії A, і запросили до себе.
У 2015 році Бруно виграв з «Гоясом» чемпіонат штату, ставши при цьому найкращим бомбардиром турніру. Незважаючи на те, що «Гояс» вилетів із Серії A, нападник привернув до себе увагу зарубіжних клубів. На початку 2016 року він перейшов у німецький «Вольсфсбург». Тут він дограв до кінця сезону 2015/16, а також провів першу половину сезону 2016/17, втім основним гравцем так і не став.

### «Сантус»
У січні 2017 року Бруно Енріке перейшов у «Сантус». Сума трансферу склала 4 млн євро. Дебютував за нову команду 12 лютого в гостьовому матчі чемпіонату штату Сан-Паулу проти «Ред Булл Бразіл», вийшовши на заміну Родрігану на 72 хвилині. «Сантос» вирвав перемогу 3:2 на третій доданій хвилині. 12 березня в тому ж турнірі забив свої перші голи, причому відразу ж оформивши хет-трик у гостьовій грі із «Сан-Бернардо» (перемога 4:1). У чемпіонаті Бразилії Бруно Енріке став справжнім лідером своєї команди, забивши за неї 18 голів і віддавши 11 результативних передач — за обома цими показниками він зайняв перше місце серед всіх гравців «Сантуса».
У Лізі Пауліста 2018 року Бруно зіграв лише в одному матчі проти «Ліненсе» (перемога 3:0), під час якого травмував око. На відновлення пішло три місяці, нападник повернувся на поле лише в квітні — вже на матчі чемпіонату Бразилії.

### «Фламенго»
23 січня 2019 року Бруно Енріке перейшов у «Фламенго». Дуже вдало дебютував у новій команді — оформив дубль у ворота «Ботафого» у грі Ліги Каріоки, завдяки чому «Фламенго» здобув перемогу з рахунком 2:1.
Загалом за перший сезон забив у всіх турнірах за «рубро-негрос» 35 голів, у тому числі 21 — у чемпіонаті Бразилії 2019 і п'ять — у розіграші Кубка Лібертадорес. Склав потужну ланку нападу разом з іншим нападником збірної Бразилії Габріелем Барбоза (Габіголом), на рахунку якого 38 голів за «Фла» в 2019 році (сумарно двоє нападників забили 69 голів).
21 серпня 2019 року в матчі 1/4 фіналу Кубка Лібертадорес проти «Інтернасьйонала» оформив дубль, завдяки чому «червоно-чорні» виграли 2:0. В ході гри Бруно Енріке розвинув максимальну швидкість в 38 км/ч. і даний рекорд був зафіксований ФІФА, яка оголосила бразильця найшвидшим футболістом у світі. Раніше рекорд належав валлійцю Гарету Бейлу.
Разом з командою 23 листопада 2019 року став володарем Кубка Лібертадорес — для «Фламенго» це став другий титул — перший був завойований 38 років тому. Також допоміг своїй команді виграти чемпіонат штату і чемпіонат Бразилії. Станом на 23 листопада 2019 року відіграв за команду з Ріо-де-Жанейро 42 матчі в національному чемпіонаті.

## Виступи за збірну
6 вересня 2019 року дебютував в офіційних іграх у складі національної збірної Бразилії в товариському матчі проти збірної Колумбії (0:1)..

## Титули і досягнення
Командні
- Чемпіон штату Ріо-де-Жанейро (4): 2019, 2020, 2021, 2024
- Чемпіон штату Гояс (1): 2015
- Чемпіон Бразилії (2): 2019, 2020
- Володар Кубка Лібертадорес (2): 2019, 2022
- Володар Рекопи Південної Америки (1): 2020
- Володар Суперкубка Бразилії (3): 2020, 2021, 2025
- Володар Кубка Бразилії (2): 2022, 2024

Особисті
- Найкращий бомбардир чемпіонату штату Ріо-де-Жанейро (1): 2019 (8 голів)
- Найкращий гравець чемпіонату Бразилії (Globo і КБФ) (1): 2019